# Abulfeda

Abulfeda

Abulfeda Ismail ibne Ali ibne Mamude Almaleque Almuaiade Imadadim (Abu Al-fida' Isma'il ibn 'Ali ibn Mahmud al-Malik Al-Mu'ayyad 'Imad ad-Din), melhor conhecido somente como Abulfeda Ismail Hamvi ou Abulfeda (em árabe: أبو الفدا, lit. 'Abu al-Fida' ; Damasco, novembro de 1273 – Hama, 27 de outubro de 1331) foi um historiador, geógrafo, e sultão local árabe.  A cratera de Abulfeda na Lua foi nomeada em homenagem a ele.

## Vida
Abulfeda nasceu em Damasco, para onde seu pai Maleque Alfedal, irmão do príncipe de Hama, havia fugido da segunda invasão dos mongóis. Ele era descendente direto de Najemadim Aiube, o pai de Saladino.
É notável que Abulfeda tenha tido alguma educação em sua infância, tanto no estudo do Alcorão quanto nas ciências, já que a partir dos 12 anos de idade ele esteve quase que constantemente engajado em expedições militares, sobretudo contra os cruzados.
Já em 1285 ele estava presente ao assalto a uma fortaleza dos Cavaleiros de São João, e nos anos seguintes tomou parte nos cercos de Trípoli, Acre e Rumkale. Em 1298, passou a servir o sultão mameluco Maleque Alnácer e depois de 12 anos foi nomeado por ele governador de Hama. Em 1312, tornou-se príncipe, com a alcunha de Maleque Alçal (Malik us-Salhn), e em 1320 recebeu o posto hereditário de sultão, com a alcunha Maleque Almuaiade (Malik ul-Mu'ayyad).
Por mais de vinte anos Abulfeda reinou sobre Hama, dividindo-se entre as tarefas de governo e a redação de seus livros, pelos quais ele se tornou mais conhecido. Foi também um generoso patrono e protetor de literatos, que afluíram em grande número ao seu reino. Morreu em 1331.

## Obras[2]
- "A Breve História da Humanidade" (em árabe: Tarikhu 'l-mukhtasar fi Akhbari 'l-bashar), também conhecida como "A História segundo Abulfeda" (Tarikh Abu al-Fida), é sua mais importante obra histórica, escrita em forma de anais e estendendo-se da criação do mundo até o ano 1329. Sua edição mais conhecida hoje em dia, em dois volumes, foi publicada em Constantinopla em 1860.

- "Um Esboço dos Países" (em árabe: Taqwim al-Buldan), sua obra geográfica, foi em grande parte baseada nos trabalhos de seus antecessores, especialmente na obra de Ptolemeu. Uma longa introdução a vários assuntos da geografia é seguida por 28 capítulos, cada um deles dizendo respeito a uma das nações então conhecidas, com suas coordenadas, clima, limites, peculiaridades físicas, políticas e étnicas, monumentos, estradas e ainda uma tabela com informações sobre as cidades mais importantes. Partes desta obra foram traduzidas e publicadas na Europa por volta de 1650.

- "Kunash", sobre medicina, é uma obra menos conhecida.